# Монтсеррат і Європейський Союз
Відносини між Монтсерратом та Європейським Союзом засновані на тому факті, що Монтсеррат був заморською країною та територією Європейського Союзу (тобто територією держави-члена за межами Європейського Союзу) до виходу Сполученого Королівства з ЄС.

## Допомога розвитку
Монтсеррат отримав вигоду від 9-го Європейського фонду розвитку з початкової суми в 11 мільйонів євро, до яких було додано додаткові 5,9 мільйона євро в рамках попередніх EDF. Від 10-го він отримав 15,66 млн євро.

## Винятки з політики спільноти
| Держави-члени та території | У союзі? | Застосування союзного права   | Підлягає виконанню в суді | Євратом | Союзне громадянство | Вибори до парламенту | Шенгенська зона | Зона ПДВ | Митна територія Союзу | Спільний європейський ринок | Єврозона                    |
| -------------------------- | -------- | ----------------------------- | ------------------------- | ------- | ------------------- | -------------------- | --------------- | -------- | --------------------- | --------------------------- | --------------------------- |
| Монтсеррат                 | Ні       | Мінімальне застосування (ЖВТ) | Ні                        | Так     | Так                 | Ні                   | Ні              | Ні       | Ні                    | Застосування часткове       | Ні (Східнокарибський долар) |